# Charles-Henri de Gayardon de Gresolles
Charles Henri Augustin de Gayardon de Gresolles est un homme politique français né le 24 novembre 1740 à Saint-Martin (Loire) et décédé le 29 août 1819 à Perreux (Loire).
Lieutenant-colonel de cavalerie sous l'Ancien régime, il est député de la noblesse aux États généraux de 1789 pour le bailliage de Forez. En l'an IV, il est haut-Juré de la Loire, puis conseiller général sous le Consulat.

## Sources
- « Charles-Henri de Gayardon de Gresolles », dans Adolphe Robert et Gaston Cougny, Dictionnaire des parlementaires français, Edgar Bourloton, 1889-1891 [détail de l’édition]